# Monte Amariana
Monte Amariana (1905 m n. m.) je výrazná hora v Karnských Alpách na severu Itálie, v regionu Furlansko-Julské Benátsko. Leží nedaleko na  východ od města Tolmezzo, které je centrem oblasti Karnsko. Zejména od západu, z údolí řeky Tagliamento, se jeví jako téměř dokonalá pyramida, patrná již ze vzdálenosti více než 20 kilometrů. Z větší blízkosti, od města Tolmezzo, upoutá svojí strmou a divokou západní stěnou. Hora se tyčí nad údolím Tagliamenta, resp. nad soutokem Tagliamenta a Felly, o nějakých 1600 metrů. Přes svou nevelkou výšku působí vysokým a vznešeným dojmem.
Pokud jde o geografické členění Alp, Monte Amariana náleží k hlavnímu hřebeni  Karnských Alp, neleží však na tomto hřebeni, ale na jižním okraji této skupiny, která je na jihu oddělena od Jižních Karnských Alp údolím řeky Tagliamento. V rámci podrobnějšího členění je Monte Amariana součástí podskupiny Monte Sernio.

## Turismus
Hora je turisticky dostupná celkem čtyřmi cestami, žádná z nich však není pohodlným pěším výstupem. Všechny částečně procházejí strmým skalnatým terénem kde jsou na některých místech instalována ocelová fixní lana k usnadnění postupu a zvýšení bezpečnosti. Kromě jedné z nich, od jihu, se jedná také o cesty s velkým převýšením, začínající na dně okolních údolí.
1. Normální cesta (č. 414). Tato cesta začíná v obci Amaro (320 m), která leží bezprostředně pod jižní stěnou hory. Z této strany lze však výstup usnadnit použitím klikaté horské silničky, vedoucí ze středu obce na malé sedlo Forca del Cristo s parkovištěm, v jižním výběžku hory, ve výšce cca 1050 m. Z toho důvodu se jedná o daleko nejpoužívanější cestu. Ne vždy je však možno dojet silničkou až na sedlo, zejména časně na jaře zde může ležet sníh. V nedávné době byla také silnice přerušena kamennou lavinou. Tato jižní strana je ve vyšších partiích téměř bez stromů, což poskytuje již i během výstupu krásné výhledy směrem na jih, východ i západ. Zatravněné svahy jsou na jaře královstvím horských květin a přitahují tak zájem návštěvníků. Posledních asi 150 m přímého výstupu žlabem do malého sedla na východní straně hory je zajištěno lanem. Převýšení z Amara 1600 m, čas výstupu cca 5 h, ze sedla Forca del Cristo převýšení 850 m, čas výstupu cca 2,5 hodiny.
2. Sentiero Romano Cimenti (č. 443). Tato cesta ze severní strany začíná v malebné obci Illegio (580 m), přístupné silnicí z Tolmezza. Zprvu vede převážně lesem k lesní chatce/bivaku Cimenti (1080 m), poté širokou lesní cestou v mírném sestupu do sedla Pradut. Odtud začíná strmý výstup svahem samotné hory na konec lesa, poté ještě asi 300 m mezi kosodřevinou na vrchol. Tento poslední úsek je vybaven na několika místech lany. Převýšení 1300 m, čas výstupu 5 h.
3. Východní hřeben (č. 415). Cesta začíná na silničce, která odbočuje vpravo ze silnice SS52 za mostem přes řeku Fella ve směru na Amaro a Tolmezzo, asi 600 m od tohoto odbočení (270 m, parkoviště). Odtud strmě vzhůru přes lokalitu Stàvolo di Nòle, posléze doprava východním směrem, přes lokalitu Stàvolo Vallaconin (845 m) do sedla a k chatce Monte Forcella (1109 m). Zde se cesta obrací ostře k západu, vystupuje na hřeben a dále sleduje tento dlouhý hřeben, již nad hranicí lesa, až na východní vrchol (1859 m) a pod ním klesá do malého sedla, do kterého vystupuje cesta č. 414 od jihu. Ze sedla po hřebeni krátce na vrchol. Převýšení 1630 m, čas výstupu 4 3/4 hodiny.
4. Sentiero alpinistico Mario dalla Marta. Ze západní strany, od parkoviště při silnici z Tolmezza do Amara (300 m) nejprve podél potoka Rio Lavaris severním směrem, poté strmě směrem na východ na boční vrchol Monte Amarianute (1084 m), sestup do sedla Forcella della Citate a odtud vzhůru stále východním směrem až na cestu č. 443 od severu a po ní krátce na vrchol. Jedná se o nejobtížnější ale zároveň nejkrásnější z uvedených cest, vede strmou západní stěnou. Byla vybavena na více místech lany, lze ji řadit do kategorie Via ferrata. Převýšení 1600 m, čas výstupu 6 h. Podle neověřených zpráv byla tato trasa před několika lety postižena požárem a rovněž vandalismem. Lanové jištění tím bylo vážně poškozeno. K výstupu jsou nezbytné horolezecké zkušenosti.

### Vrchol a rozhled z něj

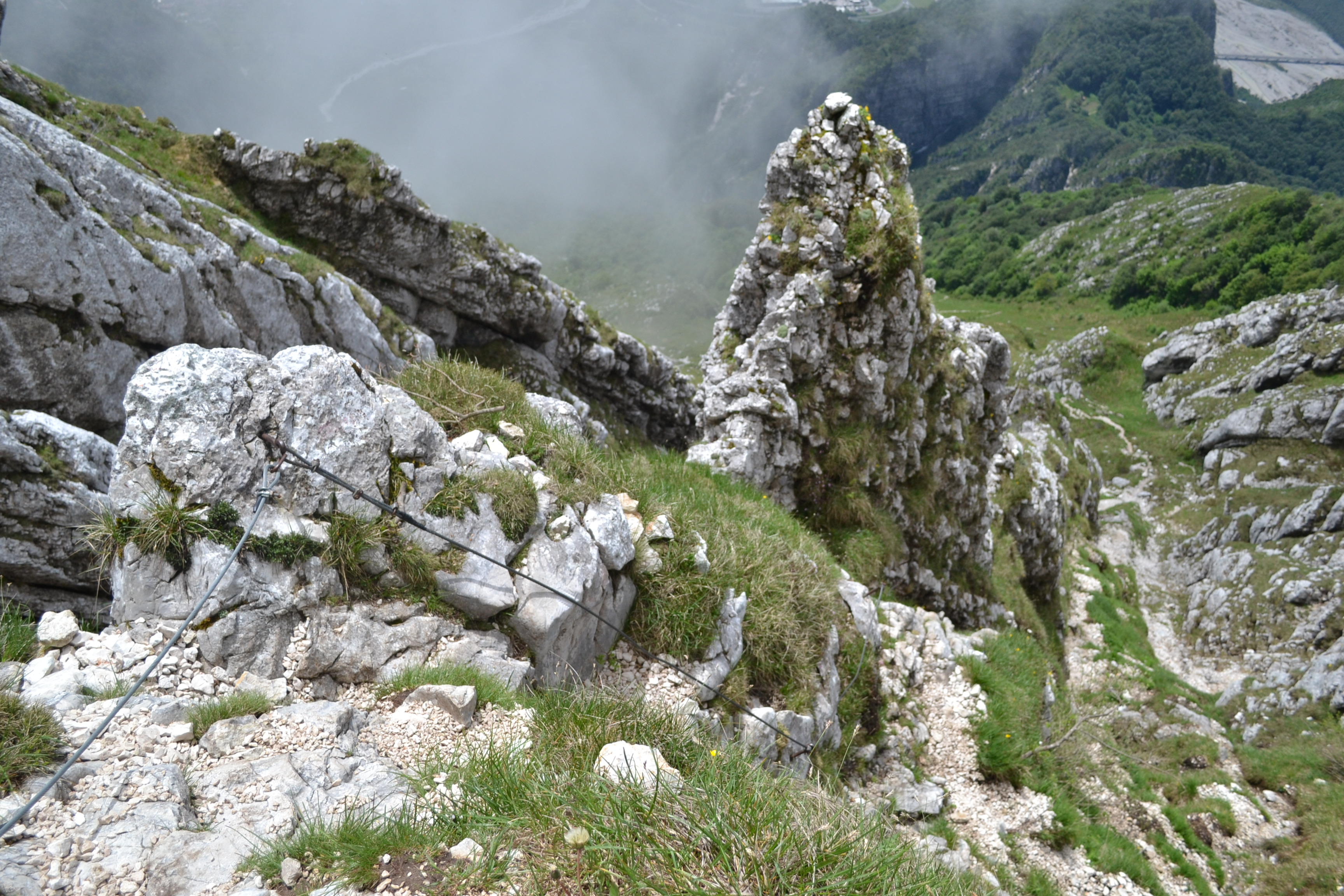
Zajištěný žlab v Normální cestě z jihu

Na vrcholu hory je instalována od roku 1958 socha Panny Marie (Madonna dell´Amariana). Hora se tak stala poutním místem, u příležitosti mariánských svátků na ni třikrát ročně vystupují poutníci.
Z vrcholu této samostatně stojící hory je výborný rozhled do všech směrů. Na jihu, kde navazující Jižní Karnské Alpy klesají do Pádské nížiny, je možno za dobré viditelnosti dohlédnout až k Jaderskému moři. Na východě za řekou Fella se rozkládají Julské Alpy s dominantními vrcholy Monte Canin (2587 m) a Montaš (2754 m). Západním směrem jsou vidět vpravo od řeky Tagliamento hory karnského hlavního hřebene s nejvyšším vrcholem Monte Coglians/Hohe Warte (2780 m) a vlevo od ní hory Jižních Karnských Alp. V ojedinělých případech lze tímto směrem dohlédnout až na Dolomity. Severním směrem jsou pak blízké skalnaté vrcholy Monte Sernio (2187 m) a Creta Grauzaria (2085 m).

### Mapa
- Tabacco 013, Prealpi Carniche, Val Tagliamento (Col Gentile-Arvénis-Tolmezzo-Amariana-S. Simeone-Lago di Cavazzo-M. Cuar- Sella Chiazuntán-M. Valcalda), 1 : 25 000